# Roger de Sá
Rogério Paulo de Sá (Maputo, 1 de outubro de 1964), conhecido por Roger de Sá, é um ex-futebolista e treinador de futebol sul-africano nascido em Moçambique, que atuou como guarda-redes.

## Carreira

### Jogador
Jogando sempre como guarda-redes, defendeu as redes de seis equipas em 17 anos de carreira, a qual terminou em 2001, destacando-se entre elas a União Portuguesa, o Moroka Swallows e o Mamelodi Sundowns.
Sá jogou apenas uma partida pela Seleção Sul-Africana de Futebol, em 1993, quando os Bafana Bafana regressaram ao futebol depois da punição imposta em decorrência do apartheid.
A África do Sul não conseguiu a classificação para a Copa de 1994, e Sá deixaria a equipe. Porém, ele foi convocado para a disputa da CAN de 1996, para ser o reserva de Andre Arendse. Os sul-africanos se sagrariam campeões do torneio, e Sá deixaria definitivamente a carreira internacional.

### Treinador
Sá iniciou a carreira como treinador nem 2001, comandando o BIDVest Wits. Treinaria também o modesto Engen Santos até 2007, quando foi novamente contratado para ser o treinador do BIDVest. A partir de 2012 treinaria também as seguintes equipas: Orlando Pirates, Ajax Cape Town, Maritzburg United, Platinum Stars e Cape Umoya United em 2018.[carece de fontes?]

## Curiosidade
- Ao conquistar a CAN de 1996, Roger de Sá se tornaria o primeiro moçambicano campeão de um torneio oficial da FIFA.
- Ele também se destacou em outras modalidades, como o Basquetebol e o futebol de salão.[1]

## Vida familiar
Filho de Octávio de Sá (1935-1990), ex-guarda-redes do Sporting CP entre 1956 e 1960.

## Títulos
África do Sul
- Copa das Nações Africanas: 1996[carece de fontes?]